# اسدالله نصر اصفهانی
اسدالله نصر اصفهانی (اصفهان ۲۰ بهمن ۱۳۰۵) نظامی و سیاستمدار ایرانی که در دوران پهلوی دوم سمت‌هایی مانند استانداری فارس و کرمان و وزارت کشور  را بر عهده داشت.

## تولد و تحصیلات
اصفهانی در سال ۱۳۰۶ (اصفهان) متولد شد و بعد از اتمام تحصیلات ابتدایی به آموزشگاه عالی شهربانی وارد شد. او دارای تحصیلات لیسانس حقوق، فوق لیسانس و دکتری حقوق از دانشکده حقوق و علوم سیاسی دانشگاه تهران و فوق لیسانس مدیریت از دانشگاه ایندیانا آمریکا است. نصر به زبانهای انگلیسی و آلمانی تسلط دارد.

## فعالیتهای نظامی و سیاسی
نصر دارای درجه نظامی سرهنگی در شهربانی و آخرین سمت او در شهربانی ریاست اداره طرح و برنامه‌ریزی شهربانی بود. همچنین از دیگر خدمات او می‌توان به ریاست دانشگاه پلیس اشاره کرد. وی در زمان وزارت کشورجمشید آموزگار به استانداری کرمان و فارس منصوب شد. در کابینه جمشید آموزگار سمت وزارت کشور را برعهده داشت.
دکتر نصر اصفهانی در سال ۱۳۵۶ به عنوان عضو دفتر سیاسی حزب رستاخیز از سوی جمشید آموزگار معرفی شد.

## فعالیت‌های سیاسی بعد از انقلاب
پس از انقلاب ۱۳۵۷ دکتر نصر اصفهانی به خارج از ایران رفت. او در حال حاضر به عنوان دبیر کنگره همبستگی ایرانیان فعالیت می‌کند. به ادعای سیاوش اوستا او عضو هیئت مؤسس بیش از ۳۸ حزب و گروه در خارج از کشور می‌باشد.

## تالیفات
نقش سرمایه‌گذاری در توسعه اقتصادی - ناشر: فرخی - ۱۳۴۲ 